# Rhammura elegans
Rhammura elegans är en stekelart som först beskrevs av Szepligeti 1911.  Rhammura elegans ingår i släktet Rhammura och familjen bracksteklar. Inga underarter finns listade i Catalogue of Life.